# BCR Open Romania 2003
BCR Open Romania 2003 — тенісний турнір, що проходив на ґрунтових кортах у місті Бухарест, Румунія з 8 вересня . Належав до категорії ATP International Series, був турніром серії Romanian Open 2003 року.

## Фінальна частина

### Одиночний розряд
Давід Санчес —  Ніколас Массу 6–2, 6–2

### Парний розряд
Карстен Браш /  Саргис Саргсян —  Сімон Аспелін /  Джефф Кутзе 7–6(9–7), 6–2